# Lius Pongoh
Lius Pongoh (* 3. Dezember 1960 in Jakarta) ist ein ehemaliger Badmintonspieler aus Indonesien.

## Karriere
Lius Pongoh gewann zum Auftakt seiner Karriere gleich Bronze bei der Weltmeisterschaft 1980 im Herreneinzel. Ein Jahr später siegte er bei den Swedish Open, ebenfalls im Einzel. 1982 gewann er dort im Doppel mit Christian Hadinata, mit welchem er auch bei den US Open 1988 siegte. Bei der Badminton-Weltmeisterschaft 1989 schied er im Herreneinzel im Achtelfinale aus. 1982 und 1986 wurde er mit dem Team Vizeweltmeister im Thomas Cup.

## Sportliche Erfolge
| Saison | Veranstaltung     | Disziplin    | Platz | Name                             |
| ------ | ----------------- | ------------ | ----- | -------------------------------- |
| 1980   | Weltmeisterschaft | Herreneinzel | 3     | Lius Pongoh                      |
| 1981   | Swedish Open      | Herreneinzel | 1     | Lius Pongoh                      |
| 1981   | Japan Open        | Herreneinzel | 2     | Lius Pongoh                      |
| 1981   | Japan Open        | Herrendoppel | 1     | Christian Hadinata / Lius Pongoh |
| 1982   | Swedish Open      | Herrendoppel | 1     | Christian Hadinata / Lius Pongoh |
| 1984   | Indonesia Open    | Herreneinzel | 1     | Lius Pongoh                      |
| 1984   | Victor Cup        | Herreneinzel | 1     | Lius Pongoh                      |
| 1988   | US Open           | Herrendoppel | 1     | Christian Hadinata / Lius Pongoh |